# In de Naam van de Vader
In de Naam van de Vader is het zevende deel in de stripreeks De Schorpioen, welke is gecreëerd door Stephen Desberg (tekst) en Enrico Marini (tekeningen). De eerste druk verscheen in 2006 bij uitgeverij Dargaud. In 2007 en 2011 volgden herdrukken.

## Synopsis
Ook dit deel vangt aan met een blik terug in de tijd. Een jonge Cosimo Trebaldi tracht, met behulp van Valbosco, ’s nachts de familie te ontvluchten. Zijn vader (Orazio) heeft hem echter door, en confronteert Cosimo met de volgende vragen: (i) “Ga je naar ze toe?”, en (ii) “Denk je dat je met hen kunt verdwijnen?”. Net als (de oudere) Cosimo zelf in diverse eerdere deeltjes, gebruikt vader Trebaldi hier de woorden “alles uitwissen”. 
Cosimo antwoordt niet, maar stelt te zullen vertrekken, wat zijn vader ook zegt. Orazio Trebaldi zegt echter dat er iets dat gezegd moet worden, ongeacht de schade die dat hen zal berokkenen. De lezer krijgt de uitleg van Orazio Trebaldi niet te horen, maar diens relaas ontlokt een kreet van afschuw aan Cosimo. Cosimo stelt het hem medegedeelde walgelijk te vinden, nochtans is het de waarheid, aldus Trebaldi senior. Zoiets gruwelijks is onmogelijk, claimt Cosimo. Orazio claimt op zijn beurt, dat het onvermijdelijk was. 
In het heden blijkt kersverse paus Cosimo Trebaldi in Rome een ware terreur te hebben ontketend. Hij noemt deze inquisitie de ‘nieuwe kruistocht’. Hoofdinquisiteur is Crecesti. 
In deze episode maakt gravin Marie-Ange de Sarlat haar opwachting. Haar broer is de nieuwe Franse ambassadeur te Rome. 
De Schorpioen zoekt naar informatie waarmee hij Trebaldi ten val kan brengen. Hij meent dat wat er in het verleden met zijn moeder is gebeurd, dat doel kan dienen. Armando bezoekt in dat kader de enige overgebleven tot de duiven behorende kardinaal (Curtis). Deze kardinaal Curtis zoekt in de archieven van het Vaticaan naar het procesverslag inzake Magdalena Catalan, maar een krijgsmonnik betrapt hem. 
Mejaï stelt – naar aanleiding van Armando’s claim dat hij Cosimo ten koste van alles wil stoppen – het teken dat Armando op zijn schouder draagt, al met zich te dragen sinds haar jeugd in Caïro. Verder stelt ze naar Rome te zijn teruggekeerd, omdat ze daar nog “dingen te regelen had”.
Evenals in deel 3 (Het Kruis van Petrus) wendt de Schorpioen zich, tot ergernis van Mejaï, voor inlichtingen tot een adellijke dame, waarschijnlijk een prinses, genaamd Rosianna. Deze vertelt Armando waar hij Valbosco kan vinden. Valbosco biecht aan de Schorpioen op dat alleen Crecesti weet wie zijn moeder heeft verraden. Valbosco meldt verder dat Armando’s moeder de fout beging verliefd te worden op een man, die niet voor haar bestemd was. Een man die daardoor dreigde zijn priestereed te verbreken en zijn verleden te verloochenen. 
De Schorpioen zoekt Crecesti op in zijn huis. Er wordt gesteld dat Crecesti de laatste was die Armando’s moeder levend had gezien, en de eerste was die haar had zien sterven.   
Crecesti vertelt Armando dat zijn moeder een relatie had met Cosimo Trebaldi, en dat zij in het diepste geheim een kind hadden gekregen. Trebaldi was van plan uit zijn kerkelijk ambt te treden en Rome te verlaten. Crecesti stelt dat Magdalena dit onder foltering heeft bekend, maar verklaart tevens dat de minnaar ook heeft bekend (en dat hij onder invloed van hekserij stond). 
Crecesti stelt dat het dezelfde Cosimo Trebaldi was die haar heeft mishandeld, en wenste dat de vrouw de zwaarst mogelijke straf zou ondergaan. Crecesti heeft in aanwezigheid van Cosimo het kind onderzocht, terwijl Cosimo riep dat dit kind in een meer moest worden verdronken. Valbosco vertelt Armando dat niet bekend was dat er een kind was, anders was dat kind samen met de moeder terechtgesteld.
Armando walgt van deze informatie, en steekt Crecesti in brand, zodat deze hetzelfde lot ondergaat als zijn moeder. 
Armando en Mejaï komen nader tot elkaar nu Armando’s geheim bekend is. Zij hebben dan ook eindelijk hun eerste romantische tête-à-tête.
Nelio blijkt homoseksueel. Op aandringen van Trebaldi senior moet Nelio trachten het vertrouwen van zijn oudere broer te winnen. Hun beider vader ziet namelijk in dat nu Cosimo alle macht naar zich toetrekt, dezelfde Cosimo zich van zijn vader en broertje zal willen ontdoen, en zijn familieleden (en de andere acht families) zijn wil zal willen opleggen. Senior wil dat voorkomen, en spant daartoe Nelio voor zijn karretje. Nelio ontdoet zich vervolgens zelf van zijn minnaar. Cosimo op zijn beurt schakelt Marie-Ange in voor een aantal niet nader gespecificeerde persoonlijke opdrachten. Hij speelt hiertoe in op haar angst en zucht naar macht/invloed. Hij biecht op dat er in zijn leven maar een vrouw is geweest… 
Tijdens Cosimo’s onderhoud met Marie-Ange kaapt de Schorpioen de koets. Dan blijkt dat Marie-Ange Armando van vroeger kent. 
Armando voert hen naar een vervallen tempel buiten de stad. Tijdens het duel dat volgt tussen Cosimo en Armando, vertelt Trebaldi dat Magdalena werd terechtgesteld, omdat zij een walgelijke daad had begaan. Een daad waarvoor geen vergiffenis bestaat. Hij doelt op de daad, die zijn vader aan het begin van deze episode aan hem heeft onthuld. Op het moment dat de Schorpioen Cosimo de doodsteek wil geven, dreigt een krijsmonnik hem neer te schieten. Een onbekende voorkomt dit echter door een dolk te werpen, en de krijgsmonnik te doden. De onbekende zou Nelio kunnen zijn, die zich ergens op het terrein verborgen heeft gehouden. 
Armando ontsnapt, de krijgsmonniken nemen de Huzaar gevangen, en Mejaï treurt om haar doodgeschoten kat, Farao.

## Receptie
Stripspeciaalzaak omschrijft deze episode, waarin de auteurs na enkele zijpaden te hebben bewandeld weer terugkeren naar de oorspronkelijke verhaallijn, als volgt: "Dit begin van de nieuwe cyclus is niet het zenith van originaliteit of het moest zijn dat je nog niet wist wat iedereen al vier delen vermoedde. Toch is dit heerlijk leesvoer.". De tekeningen worden de hemel ingeprezen.